# ألبرت تشفيغلر
ألبرت تشفيغلر (بالألمانية: Albert Schwegler) (و. 1819 – 1857 م) هو فقيه لغوي، وفيلسوف، وعالم عقيدة، وأستاذ جامعي، ومؤرخ ألماني، توفي في توبينغن، عن عمر يناهز 38 عاماً.

## التعليم
تعلم في جامعة توبنغن
.